# قصر السقاف
قصر السقاف هو قصر تاريخي يقع في مكة المكرمة غرب المملكة العربية السعودية، وقد كان مقراً للدولة ومركزاً للحكم في عهد الملك عبدالعزيز والملك سعود بن عبدالعزيز. قصر السقاف من المباني القديمة بمكة حاملاً طابعاً إسلامياً في المعمار لاحتوائه على الكثير من العناصر الفنية والزخرفات الإسلامية.

## الوصف
يقع قصر السقاف شمال شرق مكة المكرمة في شارع الأبطح بحي المعابدة ويتكون من طابقين وله مدخل رئيس يتوسط واجهته الأمامية ومدخلان ثانويان على جانبي الواجهة الرئيسية ذاتها، ويلحق القصر في ركنه الشمالي الشرقي برج دفاعي ذو فتحات مستطيلة أُضيف في عهد الملك عبد العزيز للمراقبة.
كما يتكون القصر من مجموعة من الوحدات السكنية ومباني الخدمات الخاصة بالقصر بُنيت في فترات تاريخية مختلفة تبدأ بعام 1346هـ، وتنتهي بأواخر عهد الملك عبد العزيز، ولكن يرجع تاريخ بعض هذه المباني لما قبل عهد الملك عبد العزيز، وبعضها بني بعد وفاته. أقيمت هذه القصور والمباني، والوحدات السكنية على مساحة تقدر بـ 2,500 متراً مربعاً تقريباً، يفصل بينها شارع القصر الملكي الذي يطلق عليه مسمى شارع السقاف، ويحدها من الشمال والغرب شارع أم القرى، ومن الجنوب حي الملاوي، ومن الشرق شارع الملاوي.
يعتبر القسم الجنوبي الأقدم تاريخياً والأكبر حجماً إذ بنيت فيه معظم القصور الملكية، بما في ذلك قاعات استقبال الرؤساء والملوك وكبار ضيوف الملك عبد العزيز من سفراء وقناصل الدول العربية والإسلامية، ورؤساء بعثات الحج، وكبار الحجاج والمواطنين، أما المبنى الواقع في الجهة الشرقية من هذا القسم فيعود تاريخه لما قبل عهد الملك عبدا لعزيز، والمباني الواقعة في الجزء الأوسط فقد بنيت في عام 1346 هـ الموافق 1927، ومقدمتها مطلة على شارع القصر الملكي، أما قصر السقاف حالياً فبني في أواخر عهد الملك عبد العزيز، وكذلك قصر الملك سعود الواقع في القسم الشمالي، حيث تتميز المباني التي بنيت عام 1346 هـ الموافق 1927 بشرفاتها المتعرجة التي تنتهي بشكل نخلة، وأشكال الشابورة في سترة أسطحها، ومزاغلها (شقوقها السهمية)، وسقاطاتها نصف البرميلية، وأفنيتها المتعددة، وعقودها النصف دائرية، والموتورة.
يستند تخطيطها على صحن مكشوف في الوسط تطل من جوانبه الأربعة الكثير من المجالس وقاعات الاستقبال والغرف، كما يوجد مسجد في أحد القصور الواقعة وسط القسم الجنوبي، حيث يتم استغلال إحدى الغرف الواسعة بعمل محراب جداري فيها. أما واجهة القسم الجنوبي وقصر الملك سعود فطرازهما المعماري واحد، حيث تتميز الواجهات فيها بعقودها المدببة ومداخلها الفخمة، وأعمدتها الشاهقة، وشرافاتها المثلثة، واستخدام الزخرفة الهندسية المعروفة باسم مسدس خاتم في السياج الرخامي في الشرفات البلكونات.

## الملكية
تعود ملكية القصر لأحد أبناء محمد بن عمر السقاف وقد اشتراه ب 2500 ريال فرنسي، وكانت أسرة السقاف من الأسر الثرية، التي تملك ثروة ضخمة وقد أُنفقت معظم هذه الثروة في إنشاء أبنية بديعة في مكة المكرمة وجدة والمدينة المنورة والطائف، ثم اشترى الملك عبد العزيز عدداً منها لاستعماله من أسرة السقاف.
اختارت عائلة السقاف تلك المنطقة لقربها من مجرى عين زبيدة وسهولة إيصال الماء إلى القصر، كما كان لديهم بيوت كثيرة بجوار الحرم ويعتبر القصر كالمنتزه بستان لهم خارج مكة في ذلك الوقت، كما كانت تلك المنطقة مليئة بالبساتين لاهالي مكة المكرمة. وقد أُغلق القصر بعد سفر آل سقاف إلى شرق آسيا وترك مفاتيحه مع تحسين سقاف للأشراف عليه، ثم جاء السفير السعودي في دول شرق آسيا إبراهيم بن عمر السقاف وكيلاً مشرفاً على جميع العقارات والأملاك التي في الحجاز لعائلة أبناء عمه علي السقاف وأبناء محمد السقاف.

### دار البياضية
كانت دار البياضية تُعتبر أحد أوقاف غالب بن مساعد وهي أرض تحتوي على عدة بيوت، بُنِيت قبل عام 1220ه، ويعتقد أصحاب هذه الدار أنّ قصر السقاف كان أحد بيوت البياضية، ثم أُخليَ القصر وُهدم وبُنيَت مكانه وزارة المالية، لذلك يعتقدون أنّ دار البياضية هو الاسم التاريخي لما يُسمّى اليوم قصر السقاف، وأنّ قصر السقاف غير موجود اليوم.

## التاريخ
دخل الملك عبد العزيز إلى مكة المكرمة عام 1343 هـ، فاعلن ابتداء فترة الحكم السعودي على الأراضي الحجازية، فبايع أهل مكة الملك عبد العزيز بتوليه الحكم، واتخذ الملك عبد العزيز قصر السقاف قصراً للحكم في مكة المكرمة، حيث تميز القصر بكثير من الاحداث السياسية والتنظيمات التشريعية في بدايات العهد السعودي لإعلان بداية عهد جديد لبناء تاريخ عظيم للدولة السعودية الحديثة. وعند استلام الملك عبد العزيز مدينة جدة من أهاليها، فقد شهد قصر السقاف بمكة المكرمة اللبنة والباكورة الأولى لاتفاقية تسليم مدينة جدة للملك عبد العزيز.
وكان الملك عبد العزيز إذا صلى العشاء توافد إليه العلماء في مكة المكرمة بقصر السقاف، ويُقرَأ عليه فيه، وفيه جلسة العشاء، ويحضره عدد كبير من العلماء، منهم الشيخ عبد الله بن حسن آل الشيخ، والشيخ عمر بن حسن آل الشيخ إذا كان موجوداً.
حينما توفي الملك عبد العزيز عام 1373 هـ أصبح قصر السقاف مقراً للديوان الملكي، ومن ثم أصبح مقراً لإمارة منطقة مكة المكرمة، وعندما تم تأسيس رابطة العالم الإسلامي أمر الملك فيصل بأن يكون القصر مقراً للرابطه قبل تاسيس المبنى الجديد والذي انتقل اليه فيما بعد، ثم أصبح جزءاً منه وزارة المالية.
في عام 2006 تعرض القصر لحريق ما تسبب في الإضرار ببعض مبانيه، وفي 16 ديسمبر 2009 انهارت أجزاء من واجهة مبنى قصر السقاف التاريخي بحي المعابدة، ولم يسفر الانهيار عن أي أصابات، وبلغت المساحة الإجمالية للجزء المنهار بما يقدر خمسة وأربعين امتار تقريبًا، وأدى الحادث إلى انهيار الواجهة الأمامية للقصر، جراء ما وصفته قيادات الدفاع المدني في مكة بأنه عائد لقدم المبنى وتهالكه، في عام 2010 خصص ولي العهد السعودي سلطان بن عبد العزيز مبلغ مليوني ريال سعودي لترميم القصر وتجهيزه للاستخدام الأمثل، وفي عام 2012 صدر أمر الملك عبد الله بن عبد العزيز بتسليم قصر السقاف إلى الهيئة العليا للسياحة والآثار (الهيئة العامة للسياحة والتراث الوطني حاليا). ووقع الاختيار على شركة الفنادق التراثية لوضع خطة انقاذ للقصر والبدأ بخطة الترميم الكامل للقصر.

## معرض الصور

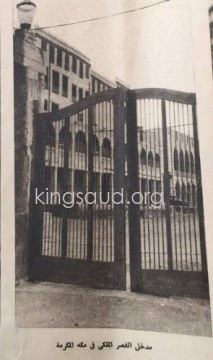
مدخل قصر السقاف في تاريخ الملك الملكي للقصر.
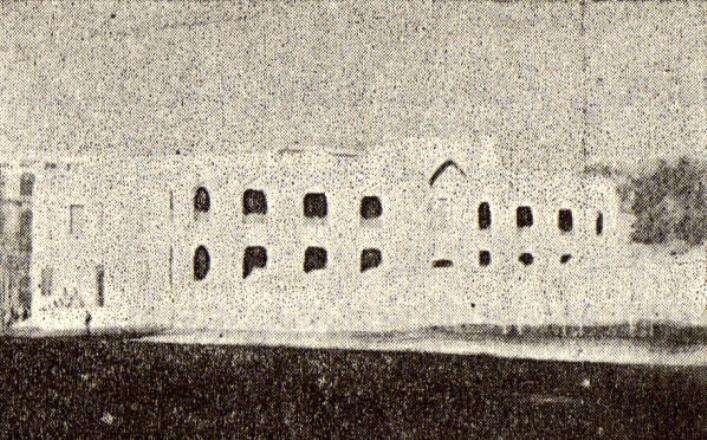
صورة قديمة للقصر
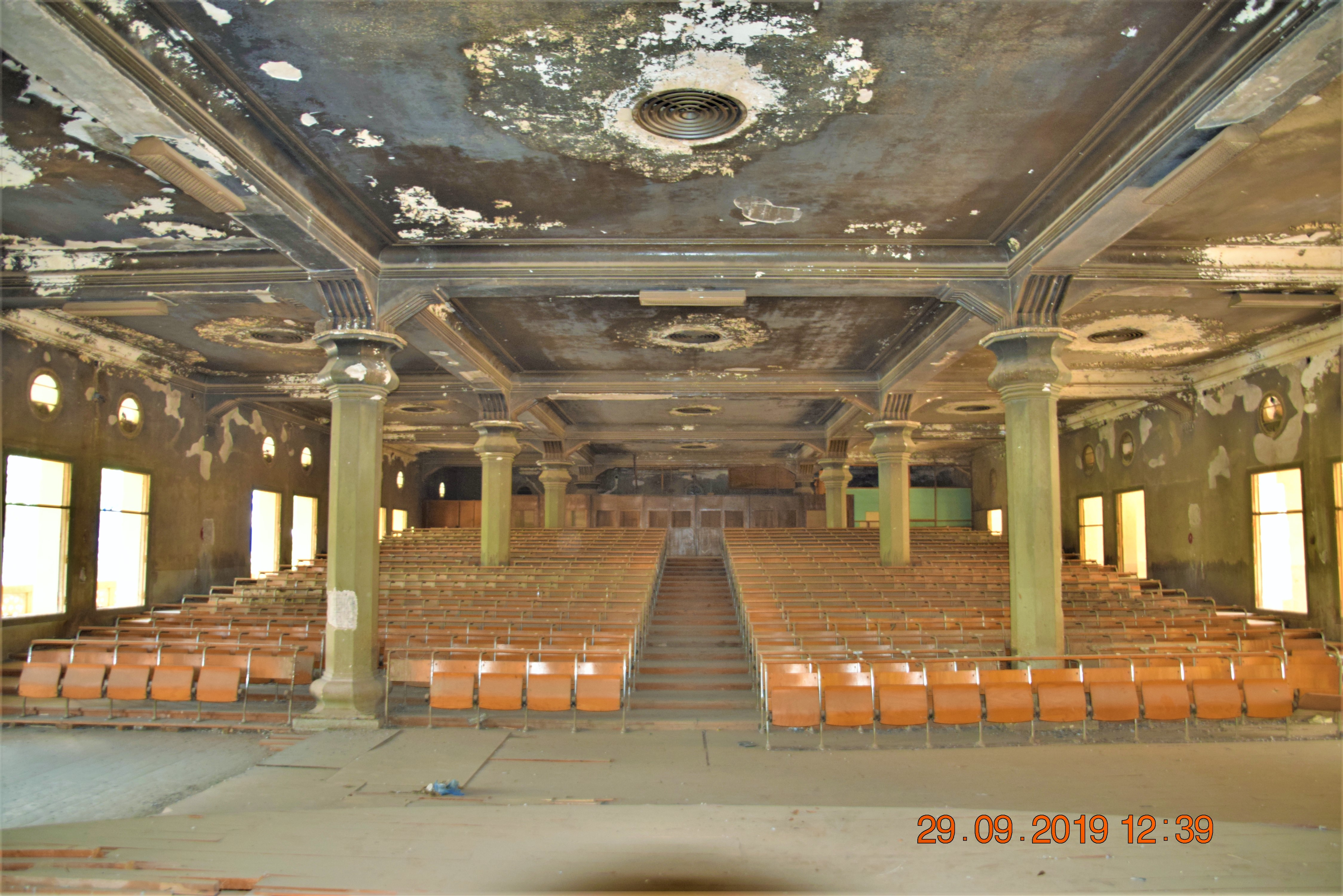
صورة داخلية التقطت في 29 سبتمبر 2019
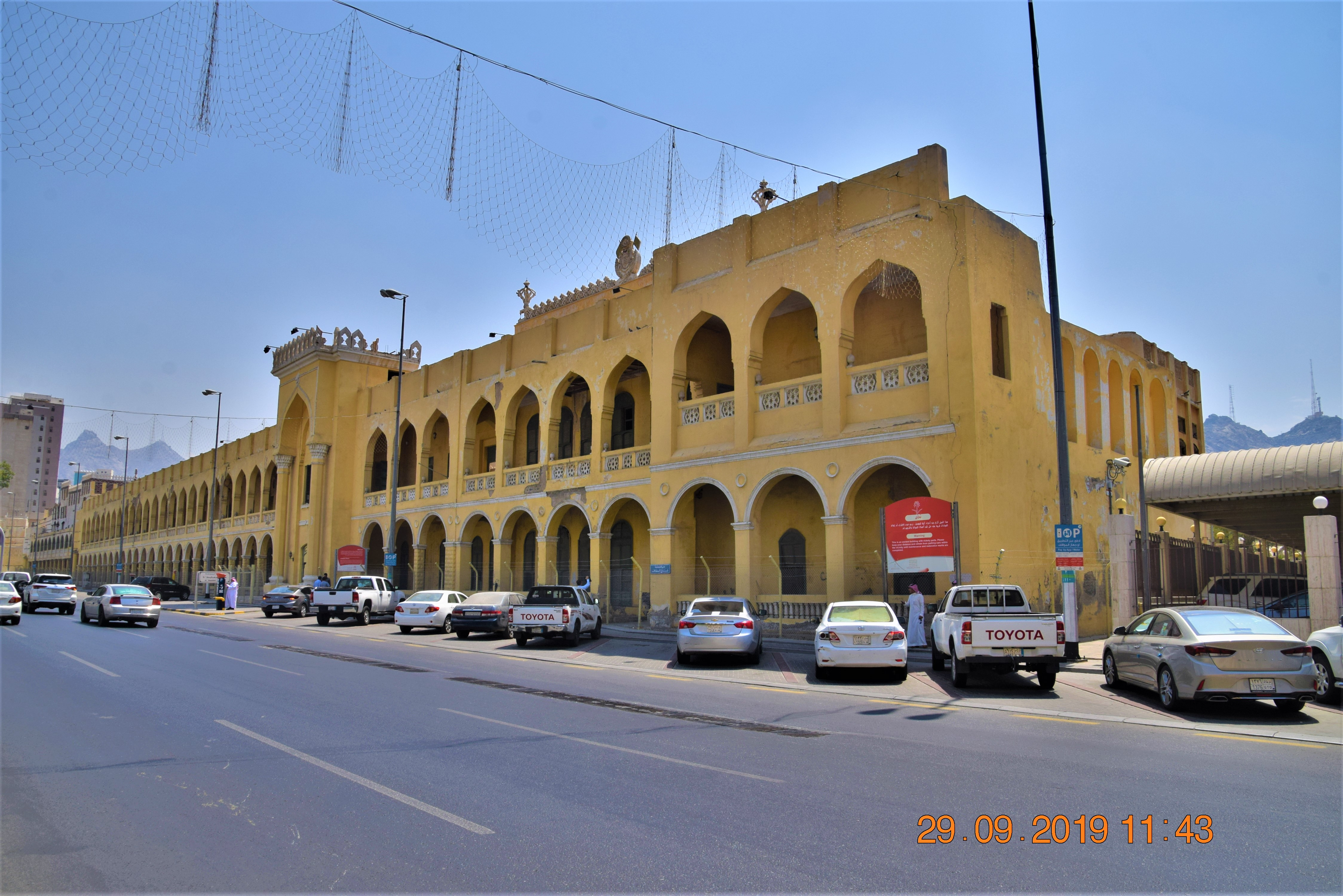
واجهة القصر في 29 سبتمبر 2019

## وصلات خارجية
- قصر السقاف بمكة على اليوتيوب.